# Lista de cidades na Palestina

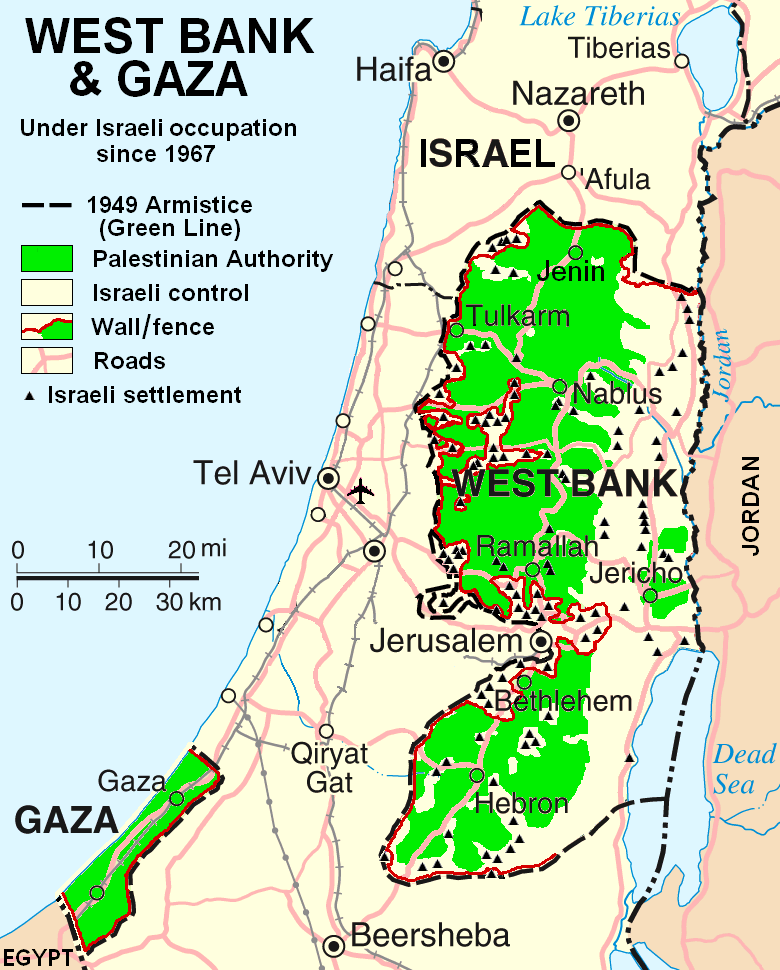
Mapa de cidades na Palestina

Este artigo fornece uma lista de cidades da Palestina. Após os Acordos de Oslo II (1995), a Autoridade Nacional Palestiniana (ANP), renomeada a Estado da Palestina em 2013, passou a ser responsável por administrar assuntos civis nos enclaves palestinos da Cisjordânia designados como Áreas A e B, onde se concentra a maior parte da população palestina (com exceção das localidades situadas dentro dos limites municipais de Jerusalém Oriental). Na Área B, a segurança é responsabilidade das Forças de Defesa de Israel, enquanto a administração civil permanece controlada pela ANP. A Área C permanece sob controle total de Israel, tanto em aspectos civis como de segurança.
Após a cisão de 2007 entre as duas principais facções palestinas, Fatah e Hamas, a área controlada pela ANP foi dividida. O Fatah passou a controlar o governo palestino na Cisjordânia, enquanto o Hamas assumiu o comando da Faixa de Gaza.

## Cisjordânia
- Ariel (אריאל)
- Bet-Jalla (بيت جالا/בית ג'אלה)
- Beitar Illit (ביתר עילית)
- Belém (بيت لحم/בית לחם)
- Hebrom (الخليل/חברון)
- Jenin (جنين/ג'נין)
- Jericó (أريحا/יריחו)
- Ma'ale Adummim (מעלה אדומים)
- Modi'in Illit (מודיעין עילית‎)
- Nablus (نابلس/שׁכם)
- Calquília (قلقيلية/קלקיליה)
- Ramala (رام الله/רמאללה)
- Rawabi, em construção[3]
- Salfit (سلفيت/סלפית)
- Tulcarém (طولكرم/טולכרם)

## Faixa de Gaza
- Beit Hanoun (بيت حانون)
- Beit Lahiya (بيت لاهية)
- Deir el-Balah (دير البلح)
- Gaza (غزة/עזה)
- Jabalia (جباليا)
- Khan Yunis (خان يونس)
- Rafah (رفح/רפיח)